# Фруела II Леонски
Фруела II (о. 875 - 925) био је краљ Астурије, а после и Леона и Галиције. 

## Биографија
Фруела је био син краља Алфонса III Леонског и краљице Химене. Био је брат Ордоња II и Гарсије I. 
Два пута је био ожењен, прво са женом која се звала Нунила или Нунилона. Његова друга супруга била је Урака. Венчали су се 917. 
Након Ордонове смрти, Фруела је постао краљ Леона. Није био веома популаран у краљевству, па је прогнао владику Фрунимија. 
Наводно је био заражен лепром, те су га називали лепровцем. 
Имао је неколико деце, према различитим хроничарима. Један од његових синова био је Алфонс Фроилаз. 